# 21:00 Eros Live World Tour 2009/2010
21.00: Eros Live World Tour 2009/2010 è il terzo album dal vivo del cantautore italiano Eros Ramazzotti, pubblicato il 30 novembre 2010 dalla Sony Music.

## Descrizione
Contiene alcuni tra i più famosi pezzi del cantautore, registrati durante il tour promozionale di Ali e radici effettuato nel 2009.

## Tracce
CD 1
1. Appunti e note – 4:29
2. Dove c'è musica – 4:47
3. Un attimo di pace – 4:49
4. Quanto amore sei – 4:05
5. Stella gemella – 4:49
6. Terra promessa – 3:26
7. Una storia importante – 2:09
8. Adesso tu – 2:13
9. Se bastasse una canzone – 5:54
10. Bucaneve – 4:18
11. Favola – 5:57
12. Un'emozione per sempre – 4:24
13. I Belong to You (Il ritmo della passione) – 4:43

CD 2
1. Musica è – 7:06
2. Amore contro – 3:02
3. Un'altra te – 3:22
4. L'aurora – 4:02
5. Per me per sempre – 3:31
6. L'orizzonte – 3:42
7. Controvento – 4:23
8. Il cammino – 3:44
9. L'ombra del gigante – 4:59
10. Cose della vita – 4:48
11. Questo immenso show – 5:02
12. Parla con me – 4:09
13. Più bella cosa – 5:07

## Formazione
- Eros Ramazzotti – voce
- Claudio Guidetti – chitarra elettrica, chitarra acustica
- Reggie Hamilton – basso
- Michael Landau – chitarra elettrica
- Gary Novak – batteria
- Nicola Peruch – tastiera
- Luca Scarpa – pianoforte, tastiera, organo Hammond
- Everette Harp – sax
- Chiara Vergati – cori
- Sara Bellantoni – cori
- Romina Falconi – cori

## Classifiche
| Classifica (2010) | Posizione massima |
| ----------------- | ----------------- |
| Austria           | 51                |
| Belgio (Fiandre)  | 83                |
| Francia           | 181               |
| Germania          | 100               |
| Grecia            | 24                |
| Italia            | 3                 |
| Svizzera          | 50                |

### Classifiche di fine anno
| Classifica (2010) | Posizione |
| ----------------- | --------- |
| Italia            | 36        |
| Classifica (2011) | Posizione |
| Italia            | 64        |